# Meylandt-Obbeek
Meylandt-Obbeek, ook Meylandt-Obbeek-Stabroek genoemd, is een natuurgebied in de Belgische gemeente Heusden-Zolder, tussen Zolder en Viversel en ten noorden van Boekt.
Het gebied is sinds 1963 als natuur- en vogelreservaat beheerd, aanvankelijk door De Wielewaal, later door Natuurpunt. Het sluit in het oosten aan op het park van Kasteel Meylandt en het natuurgebied Vallei van de Mangelbeek en in het noorden op het natuurgebied Van Soest.
In het parkachtige gebied zijn veel exotische bomen te vinden. Doordat het gebied in de vallei van de Mangelbeek ligt is het nogal moerassig. Het Kasteel Obbeek ligt in het gebied.